# Рекко
Рекко (итал. Recco) — коммуна в Италии, располагается в регионе Лигурия, в провинции Генуя.
Население составляет 10 308 человек (2008 г.), плотность населения составляет 1066 чел./км². Занимает площадь 10 км². Почтовый индекс — 16036. Телефонный код — 0185.
Покровителями коммуны почитается Пресвятая Богородица (Nostra Signora del Suffragio), празднование 8 сентября, а также святой San Giovanni Bono.
В Рекко выступает ведущий итальянский и европейский мужской клуб по водному поло «Про Рекко» (создан в 1913 году), который 8 раз побеждал в Лиге чемпионов и более 30 раз в чемпионате Италии.

## Демография
Динамика населения:

## Города-побратимы
- Понте-ди-Леньо, Италия

## Администрация коммуны
- Официальный сайт: http://www.comune.recco.ge.it/